# Wappen Liechtensteins
Das Staatswappen Liechtensteins ist das Wappen des Fürstenhauses von Liechtenstein und wurde am 4. Juni 1957 eingeführt. Die aktuelle Form folgt dem Gesetz vom 30. Juni 1982 über Wappen, Farben, Siegel und Embleme des Fürstentums Liechtenstein (Wappengesetz).

## Beschreibung
Der Wappenschild des grossen Staatswappens ist geviert mit unten eingepfropfter Spitze und belegt mit von Gold und Rot geteiltem Herzschild.
- Feld 1: In Gold ein mit kreuzbesetztem silbernen Kleeblattmond belegter, gekrönter, goldbewehrter, schwarzer Adler.
- Feld 2: Von Gold und Schwarz achtmal gestreift, mit grünem Rautenkranz belegt.
- Feld 3: Von Rot und Silber gespalten.
- Feld 4: In Gold ein gekrönter, goldbewehrter, schwarzer Jungfernadler mit silbernem Kopf.
- In der blauen Spitze ein goldenes Jagdhorn an gleichfarbiger Schnur.

Den Schild umgibt ein mit dem Fürstenhut gekrönter Fürstenmantel (Wappenmantel) in Purpur, innen mit Hermelin gefüttert.

## Symbolik
Das grosse Wappen zeigt sechs einzelne Wappenzeichen, die auf die Geschichte und Herkunft des Hauses Liechtenstein hinweisen:
- Mittig ist das golden-rote Stammwappen der Liechtensteiner als Herzschild des Wappens.
- Der Schlesische Adler in Feld 1 verweist auf Schlesien.
- In Feld 2 findet sich das Wappen der Kuenringer.
- In Feld 3 ist der rot-silberne Wappenschild des Herzogtums Troppau zu sehen.
- Der schwarze Jungfrauenadler in Feld 4, das Wappen der ostfriesischen Familie Cirksena, steht für die Grafschaft Rietberg.
- Das Hifthorn in der Spitze des Wappenschildes steht für das Herzogtum Jägerndorf.

Das kleine Staatswappen Liechtensteins ist das von Gold und Rot geteilte Stammwappen des Fürstenhauses unterhalb des Fürstenhutes. Es bildet den Herzschild des großen Staatswappens. Es befindet sich unter anderem auf den Ortsschildern und auf den Fahrzeug-Kontrollschildern.

## Zum Wappen der Kuenringer
Ferdinand II. ermächtigte 1620 Karl von und zu Liechtenstein, das Wappen der 1594 erloschenen Kuenringer zu führen.
Es wird im Gegensatz zum sehr ähnlichen Wappen Sachsens achtstreifig geführt und beginnt mit Gold, während der sächsische Schild heute zehnstreifig geführt wird und mit Schwarz anfängt. Der grüne Rautenkranz – in der Form gleich – ist im fürstlichen Wappen leicht gebogen dargestellt, hingegen im sächsischen Wappen gerade (in der im liechtensteinischen Gesetz enthaltenen Blasonierung ist diese besondere Gestaltung jedoch nicht aufgeführt).